# Барангол
Баранго́л — посёлок в Майминском районе Республики Алтай России, входит в состав Усть-Мунинского сельского поселения.

## География
Посёлок расположен на берегу реки Катунь, на расстоянии 52 км к юго-западу от села Майма, административного центра района.

## Население
| 2008 | 2009 | 2010 | 2011 | 2012 | 2013 | 2014 |
| ---- | ---- | ---- | ---- | ---- | ---- | ---- |
| 104  | ↘102 | ↗120 | →120 | ↘114 | ↘109 | ↘96  |
| 2015 | 2016 |      |      |      |      |      |
| ↗105 | ↗115 |      |      |      |      |      |

## Улицы
- ул. Восточная,
- пер. Лесной,
- ул. Луговая,
- пер. Песочный,
- ул. Чуйская.

## Галерея
- Село Барангол зимой
- Подвесной пешеходный мост, соединяющий Барангол и тропу на Камышлинский водопад